# 赫西山
赫西山（英語：Mount Hussey），是南極洲的山峰，位於維多利亞地的博克格雷溫克海岸，屬於勝利山脈的一部分，海拔高度2,790米，美國地質調查局根據測量和該國海軍的空中照片繪入地圖，現時由南極條約體系管理。

## 外部連結
. . United States Geological Survey.   [2012-07-05].
72°46′S 167°31′E / 72.767°S 167.517°E